# ヤーコブ・ファン・ロー
ジャコブ・ヴァン・ロー、またはヤーコブ・ファン・ロー（Jacob van Loo、1614年 - 1670年11月26日）は、オランダの画家である。風俗画やヌードを描いたことで知られている。1660年に傷害事件を起こし、家族とともにフランスへ逃れて、多くの有名な画家を輩出するフランスの画家の一族の始まりの人物となった。

## 略歴
オランダ、ゼーラント州のスロイス(Sluis)で生まれた。出自の資料は失われているが、父親はヤン・ファン・ロー(Jan van Loo)という画家であったと考えられている。父親から絵を学んだ後、アムステルダムに移り、トマス・デ・ケイゼル(Thomas de Keyser: c.1596-1667)やヤーコプ・アドリアンスゾーン・バッケル(1608-1651)といった画家から影響を受けた。レンブラント・ファン・レイン(1606-1669)やフェルディナント・ボル(1616-1680)、バルトロメウス・ファン・デル・ヘルスト(1613-1670)といった有名なアムステルダムの画家たちと同時代の画家で、アムステルダムの有力者の肖像画を描いた。
1643年にデン・ハーグの画家レンヘレ(Martinus Lengele: 1615–1668)の妹と結婚した 。6人の子供が生まれ、弟子にはエグロン・ファン・デル・ネール(1635/1636-1703)がいた。
1660年、旅館で喧嘩をして男を刺して殺して、アムステルダムから逃げた。不在のまま行われた裁判で死刑を宣告され、オランダ共和国への帰国は永遠にできなくなったが、パリに住み、1663年にフランスの王立絵画彫刻アカデミーの会員に選ばれた。1667年に家族はカトリックに改宗しフランスに帰化した。1670年にパリで亡くなった。
息子のルイ＝アブラム・ヴァン・ロー(Louis-Abraham van Loo:1653-1712)とジャン・ヴァン・ロー(Jean van Loo: 1654-1700)は画家になり、孫のジャン＝バティスト・ヴァン・ロー(1684-1745)とシャルル＝アンドレ・ヴァン・ロー(1705-1765)も有名な画家になった。

## 作品

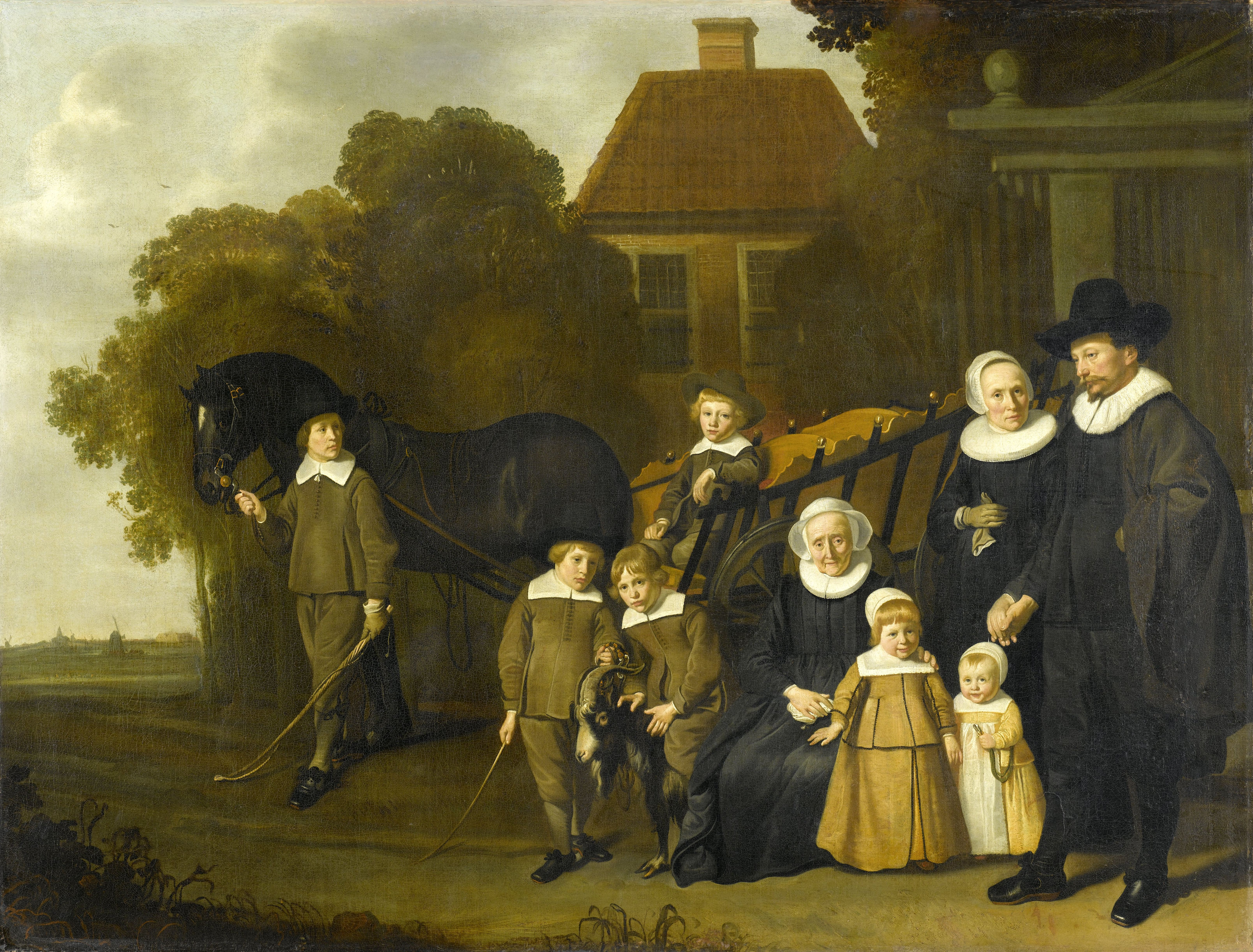
"Portrait of the Meebeeck Cruywagen family near the gate of their country home"(c.1642) アムステルダム国立美術館
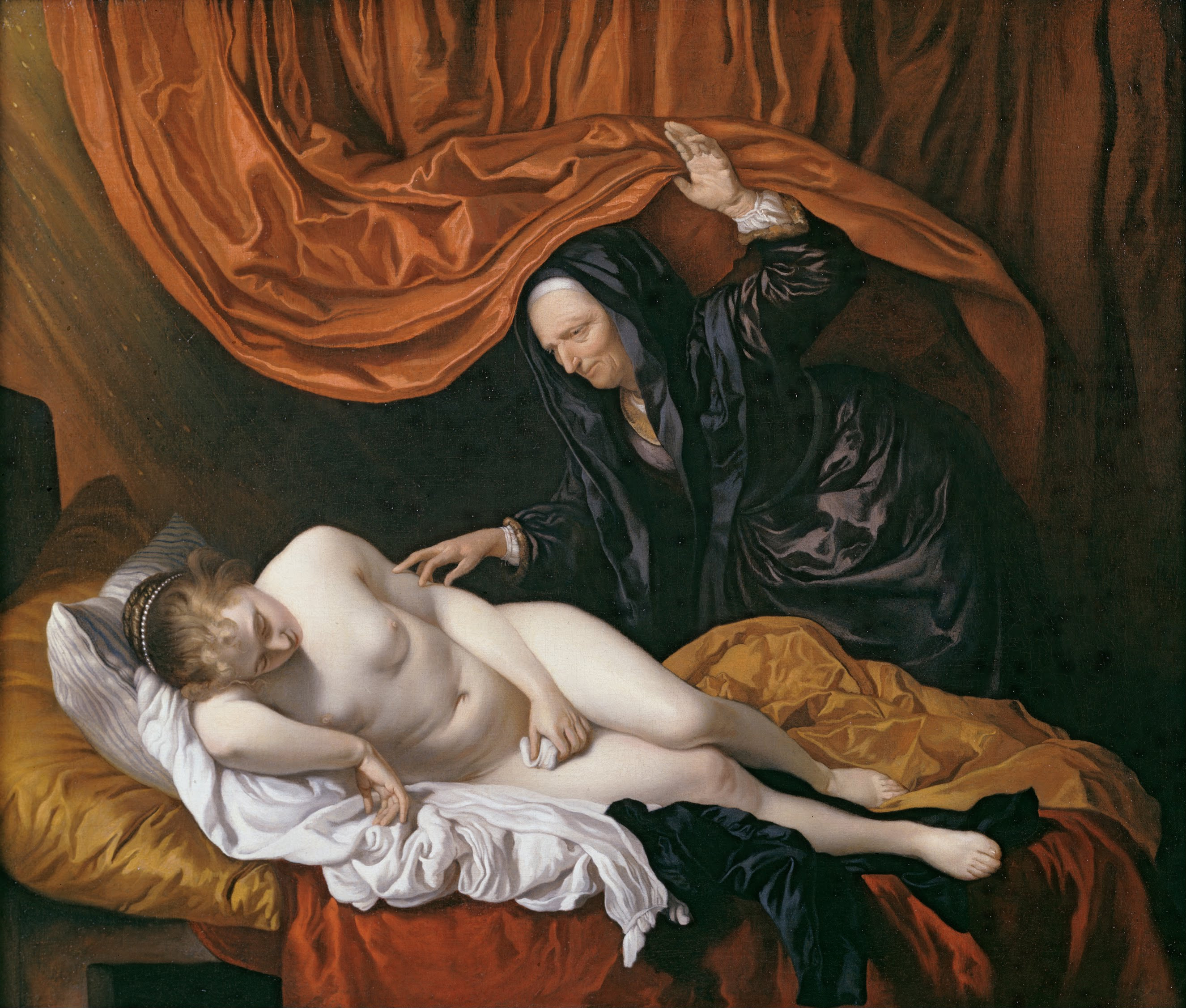
『ダナエー』(1655/1660)
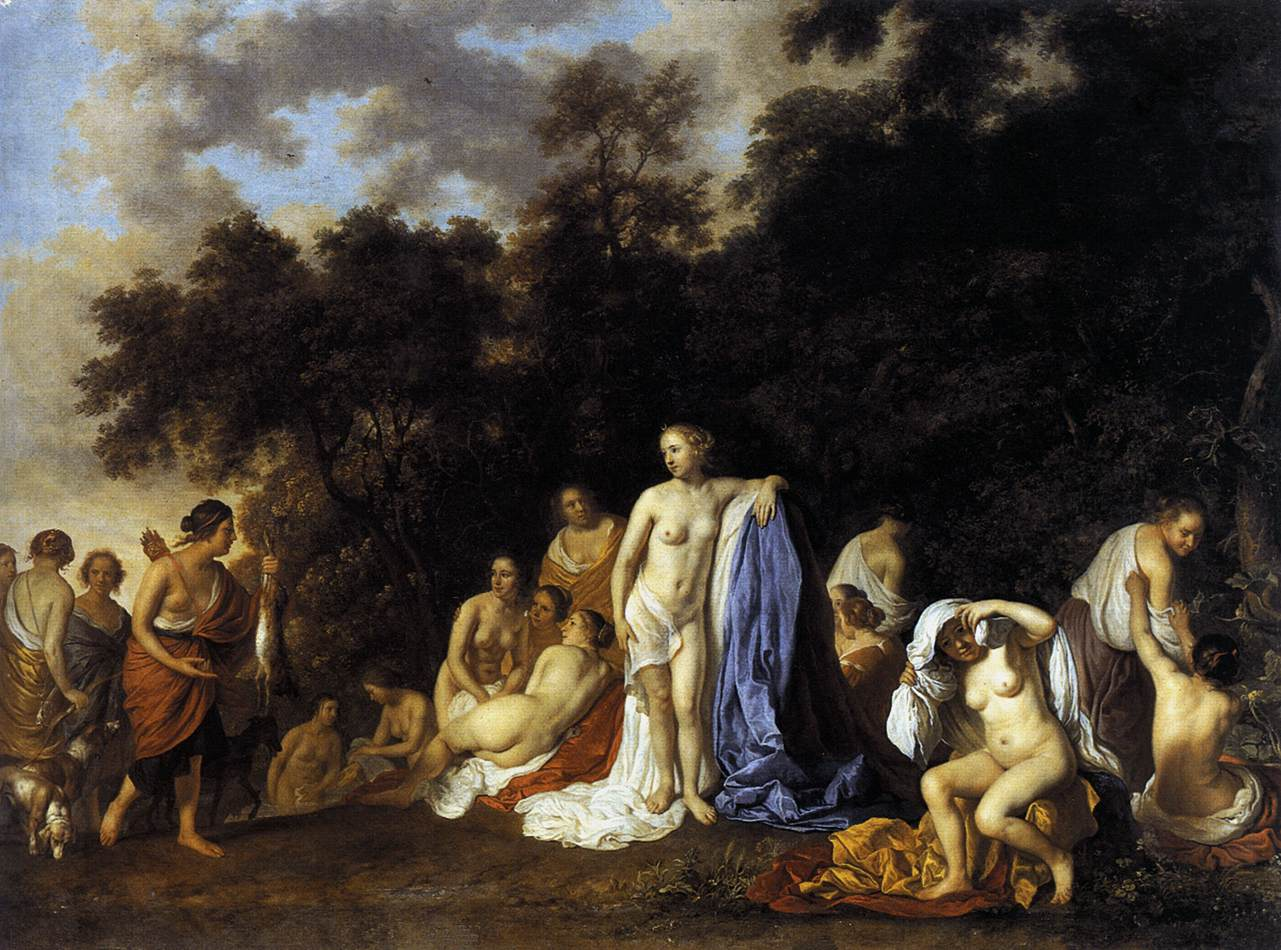
ディアナとニンフたち (1654) コペンハーゲン国立美術館

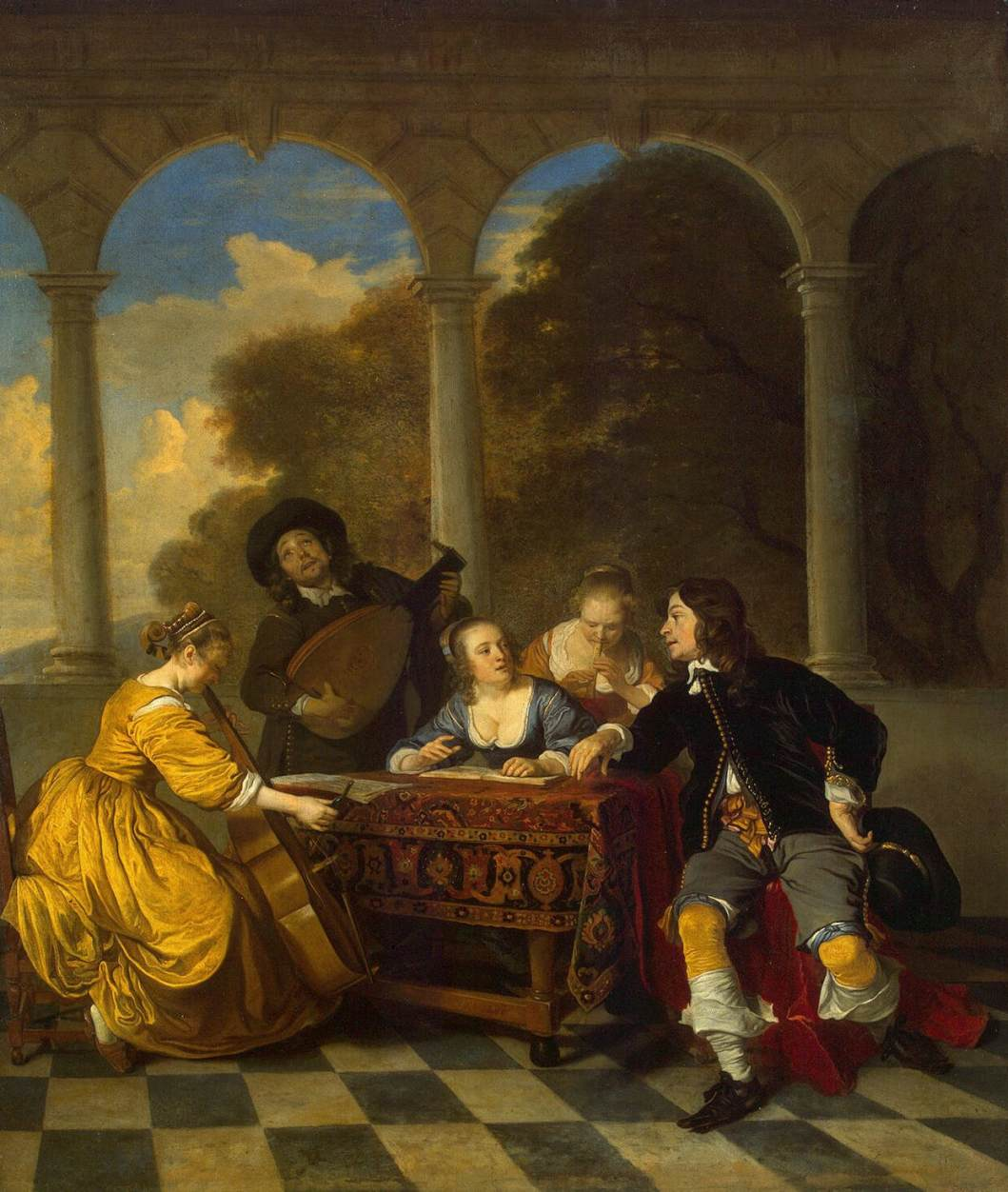
コンサート(1650/1652) エルミタージュ美術館
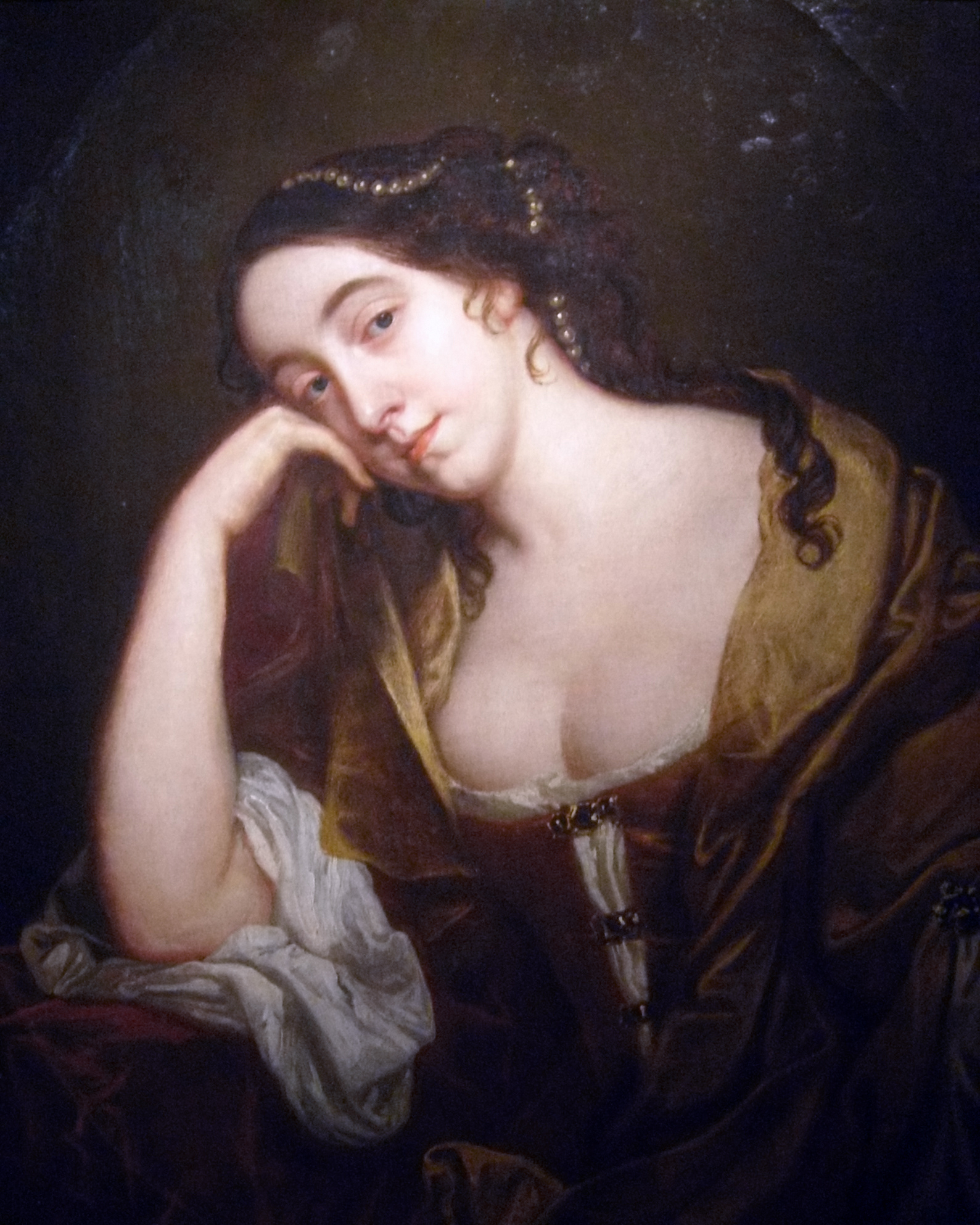
メランコリー トマ＝アンリ美術館
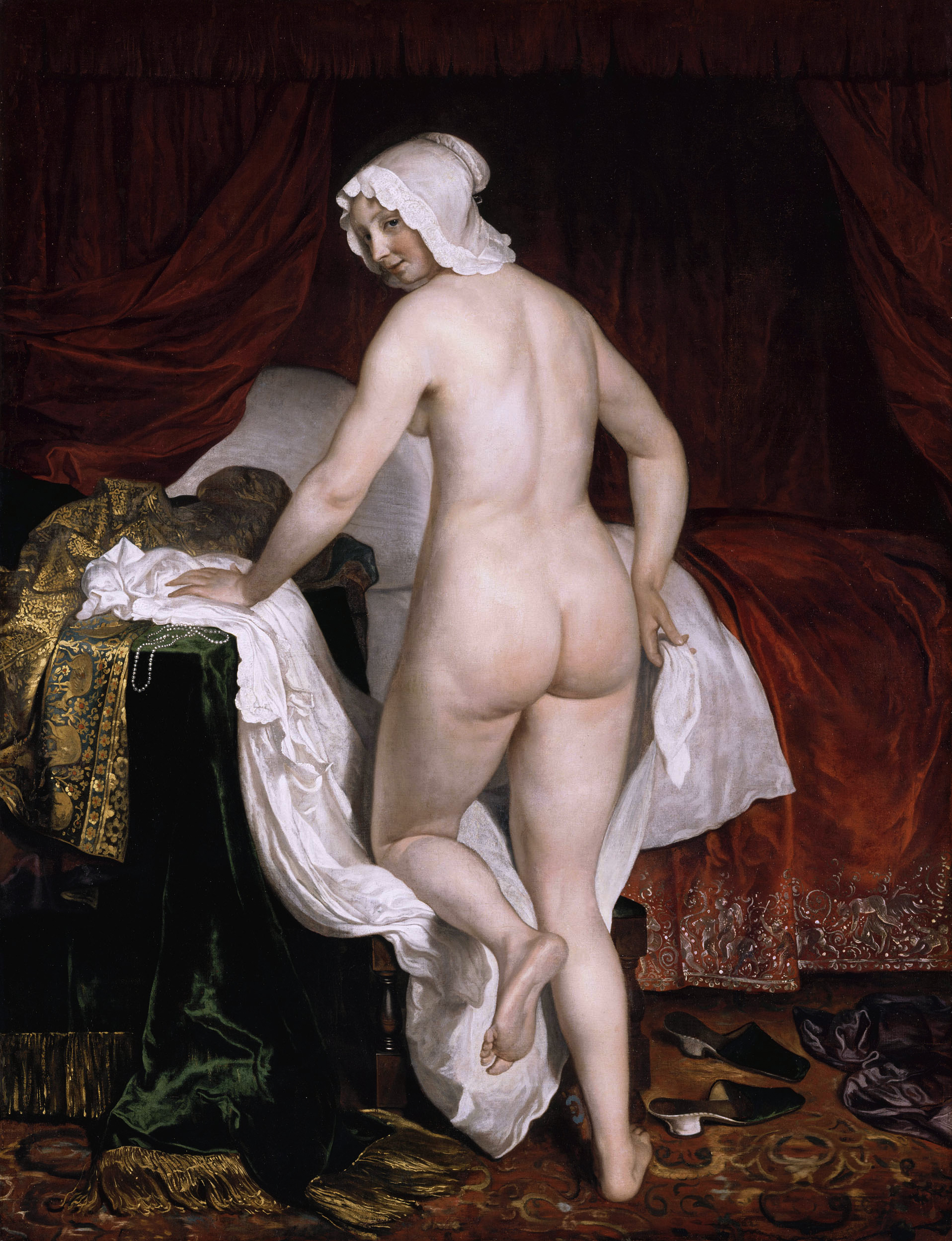
ベッドに入る女性 リヨン美術館
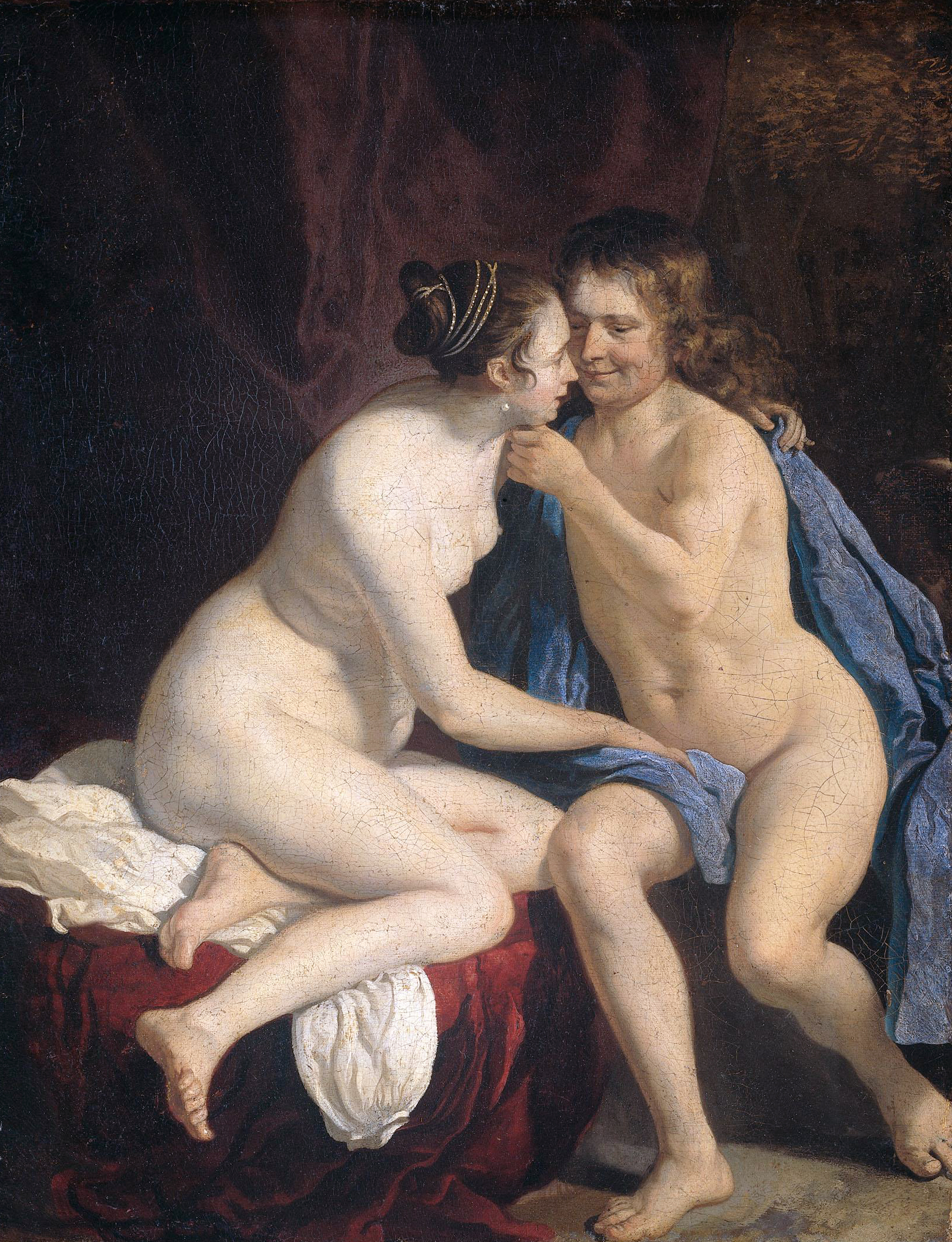
恋人たち アムステルダム国立美術館